# Suore oblate di Maria Vergine di Fátima
Le Suore oblate di Maria Vergine di Fátima sono un istituto religioso femminile di diritto pontificio: le suore di questa congregazione pospongono al loro nome la sigla O.M.V.F.

## Storia
La congregazione fu fondata nel 1978 da padre Gino Burresi presso il Santuario di Nostra Signora di Fátima di San Vittorino.
La denominazione dell'istituto deriva dall'appartenenza di Burresi alla congregazione degli Oblati di Maria Vergine e dal suo impegno nel diffondere la devozione alla Beata Vergine di Fátima; le suore indossano una veste e uno scapolare azzurri, un velo nero e una cintura di cuoio in vita con la corona del Rosario.
L'istituto, eretto dal vescovo di Tivoli, Guglielmo Giaquinta, il 13 maggio 1978, ottenne il riconoscimento pontificio il 31 maggio 2001.

## Attività e diffusione
Le suore si dedicano all'organizzazione di ritiri ed esercizi spirituali, alla diffusione della stampa cattolica, alla catechesi, alla promozione delle vocazioni, al servizio domestico e all'assistenza ai sacerdoti.
Oltre che in Italia, sono presenti in Portogallo, nel Principato di Monaco e nello Sri Lanka; la sede generalizia è a San Vittorino, presso Roma.
Alla fine del 2008 la congregazione contava 92 religiose in 17 case.